# Svend Aage Grønvold
Svend Aage Grønvold (13. december 1903 - 8. december 1969) var en dansk roer fra København. Han var medlem af Københavns Roklub i Sydhavnen.
Grønvold deltog i otter ved OL 1928 i Amsterdam, første gang Danmark stillede op i roning ved OL. Bådens øvrige besætning bestod af Ernst Friborg Jensen, Knud Olsen, Carl Schmidt, Georg Sjøht, Bernhardt Møller Sørensen, Sigfred Sørensen, Willy Sørensen og styrmand Harry Gregersen. Danskerne blev i 1. runde besejret med 5,8 sekunder af de senere bronzevindere fra Canada, inden de roede et opsamlingsheat uden andre deltagere. I 2. runde tabte danskerne med hele 13,4 sekunder til de senere guldvindere fra USA og var dermed ude af konkurrencen.